# Kinchah
Kinchah (em persa: كين چاه, romanizada como Kīnchāh; também conhecida como Kin’cha) é uma aldeia do distrito rural de Kurka, situada no distrito central de Astaneh-ye Ashrafiyeh, na província de Gilan, no Irã. No censo de 2006, sua população era de 303, em 91 famílias.